# Going Under Ground
Going Under Ground (ゴーイング・アンダー・グラウンド Gōingu Andā Guraundo?) es una banda de música rock japonesa. A veces se les denominan simplemente como "Going" , que obtuvieron su nombre del exitoso sencillo británico, Going Underground de The Jam.

## Miembros
- Matsumoto Sou (vocales y guitarra)
- Nakazawa Hiroki (guitarra y vocales)
- Ishihara Satoshi (bajo)
- Kohno Takehiro (batería y vocales)

## Discografía

### Sencillos
- 21 de abril de 2000 "Sakura ga Saitara" (桜が咲いたら?)
- 9 de marzo de 2000 "Romantic Kaidō" (ロマンチック街道 Romanchikku Kaidō?)
- 10 de marzo de 2001 "Arrow" (アロー Arō?)
- 21 de junio de 2001 "Graffiti" (グラフティー Gurafutī?)
- 19 de septiembre de 2001 "Sentiment Express" (センチメント・エキスプレス Senchimento Ekisupuresu?)
- 27 de abril de 2002 "Mirage" (ミラージュ Mirāju?)
- 10 de julio de 2002 "Rumble" (ランブル Ranburu?)
- 7 de mayo de 2003 "Diary" (ダイアリー Daiarī?)
- 24 de septiembre de 2003 "Twilight" (トワイライト Towairaito?)
- 21 de enero de 2004 "Heartbeat" (ハートビート Hātobīto?)
- 22 de septiembre de 2004 "Thank You" (サンキュー San Kyū?)
- 8 de diciembre de 2004 "Onaji Tsuki o Miteta" (同じ月を見てた?)
- 9 de febrero de 2005 "Ageha" (アゲハ?)
- 10 de mayo de 2005 "STAND BY ME"
- 17 de agosto de 2005 "Kirari/Tomorrow's Song" (きらり／トゥモロウズ ソング?)
- 1 de febrero de 2006 "Happy Birthday"
- 3 de mayo de 2006 "VISTA/Humming Life" (VISTA／ハミングライフ Bisuta/Hamingu Raifu?)
- 21 de marzo de 2007 "Mune Ippai" (胸いっぱい?)
- 13 de junio de 2007 "TWISTER"
- 17 de octubre de 2007 "Sakasama World" (さかさまワールド Sakasama Wārudo?)
- 19 de marzo de 2008 "Hatsukoi" (初恋?)
- 21 de enero de 2009 "Issho ni Kaerou" (いっしょに帰ろう?)
- 19 de mayo de 2010 "LISTEN TO THE STEREO"[1]

### Miniálbumes
- Cello (12 de diciembre de 1998)
- Shishunki no Blues (思春期のブルース Shishunki no Burūsu?, 23 de septiembre de 1999)

### Álbumes
- GOING UNDER GROUND (24 de mayo de 2000)
- Kayowaki Energy (かよわきエナジー Kayowaki Enajī?, 24 de octubre de 2001)
- Home (ホーム Hōmu?, 11 de septiembre de 2002)
- GOING UNDER GROUND (7 de mayo de 2003)(relanzamiento)
- Heartbeat (ハートビート Hātobīto?, 22 de octubre de 2003)
- h.o.p.s. (2 de septiembre de 2005)
- Tutti (22 de febrero de 2006)
- Oyasumi Monster (おやすみモンスター Oyasumi Monsutā?, 7 de diciembre de 2007)
- LUCKY STAR (4 de marzo de 2009)

### Compilaciones
- BEST OF GOING UNDER GROUND with YOU (28 de junio de 2006)
- COMPLETE SINGLE COLLECTION 1998-2008 (21 de mayo de 2008)

### DVD
- 24 de marzo de 2004 "every breath"
- 25 de octubre de 2006 "GOING UNDER GROUND TOUR TUTTI at BUDOKAN"

## Canciones usada en medios
- Su canción, "VISTA", aparece en el 2007 en el videojuego de Nintendo DS Moero! Nekketsu Rhythm Damashii Osu! Tatakae! Ouendan 2.
- Su nuevo sencillo, "LISTEN TO THE STEREO" aparece en el opening 8 del anime Katekyo Hitman Reborn![1]

- Su canción, "Break Through" aparece en el opening 13 del anime Fairy Tail.